# 히다카국
히다카노쿠니(일본어: 日高国)는 메이지 시대, 홋카이도에 설치되었던 일본의 구니이다. 현재의 히다카 지청에 해당한다.